# Lední hokej na Zimních olympijských hrách 2014 – kvalifikace muži
Kvalifikace na olympijský turnaj ledního hokeje 2014 rozhodla o zbylých třech účastnících olympijského turnaje, kterými se stalo Rakousko, Lotyšsko a Slovinsko.

## Kvalifikované týmy
| Událost | Termín                          | Místo                | Počet míst | Kvalifikováni                                                    |
| --- | ------------------------------- | -------------------- | ---------- | ---------------------------------------------------------------- |
| Žebříček IIHF 2012, zahrnující výsledky z následujících akcí: Mistrovství světa v ledním hokeji 2009 Lední hokej na Zimních olympijských hrách 2010 Mistrovství světa v ledním hokeji 2010 Mistrovství světa v ledním hokeji 2011 Mistrovství světa v ledním hokeji 2012 | 6. dubna 2009 – 20. května 2012 | Helsinky a Stockholm | 9          | Rusko Finsko Česko Švédsko Kanada Slovensko USA Norsko Švýcarsko |
| Turnaj hlavní kvalifikace – skupina D | 7.–10. února 2013               | Bietigheim-Bissingen | 1          | Rakousko                                                         |
| Turnaj hlavní kvalifikace – skupina E | 7.–10. února 2013               | Riga                 | 1          | Lotyšsko                                                         |
| Turnaj hlavní kvalifikace – skupina F | 7.–10. února 2013               | Vojens               | 1          | Slovinsko                                                        |
| CELKEM |                                 |                      | 12         |                                                                  |

## Přímý postup na OH
Aby se země přímo kvalifikovala na olympijský turnaj bez nutnosti hrát kvalifikaci, musela se v žebříčku IIHF vydaném po MS 2012 umístit mezi nejlepšími 9 týmy. Poslední mistrovství mělo bodovou váhu 100 %, zatímco každý předchozí rok měl hodnotu o 25 % nižší.
Následující žebříček je aktuální ke dni skončení MS 2012.
|  | Přímo kvalifikováni na OH 2014                                |
|  | Nepostupuje přímo na OH, musí absolvovat kvalifikační turnaje |

| Poř. | Tým            | MS 2012 (100%) | MS 2011 (75%) | MS 2010 (50%) | OH 2010 (50%) | MS 2009 (25%) | Celkem |
| ---- | -------------- | -------------- | ------------- | ------------- | ------------- | ------------- | ------ |
| 1    | Rusko          | 1,0x1200       | 0,75x1100     | 0,5x1160      | 0,5x1040      | 0,25x1200     | 3425   |
| 2    | Finsko         | 1,0x1100       | 0,75x1200     | 0,5x1040      | 0,5x1120      | 0,25x1060     | 3345   |
| 3    | Česko          | 1,0x1120       | 0,75x1120     | 0,5x1200      | 0,5x1020      | 0,25x1040     | 3330   |
| 4    | Švédsko        | 1,0x1040       | 0,75x1160     | 0,5x1120      | 0,5x1060      | 0,25x1120     | 3280   |
| 5    | Kanada         | 1,0x1060       | 0,75x1060     | 0,5x1020      | 0,5x1200      | 0,25x1160     | 3235   |
| 6    | Slovensko      | 1,0x1160       | 0,75x940      | 0,5x900       | 0,5x1100      | 0,25x940      | 3100   |
| 7    | USA            | 1,0x1020       | 0,75x1000     | 0,5x880       | 0,5x1160      | 0,25x1100     | 3065   |
| 8    | Norsko         | 1,0x1000       | 0,75x1040     | 0,5x960       | 0,5x940       | 0,25x920      | 2960   |
| 9    | Švýcarsko      | 1,0x920        | 0,75x960      | 0,5x1060      | 0,5x1000      | 0,25x960      | 2910   |
| 10   | Německo        | 1,0x900        | 0,75x1020     | 0,5x1100      | 0,5x920       | 0,25x840      | 2885   |
| 11   | Lotyšsko       | 1,0x940        | 0,75x880      | 0,5x920       | 0,5x900       | 0,25x1020     | 2765   |
| 12   | Dánsko         | 1,0x880        | 0,75x920      | 0,5x1000      | 0,5x840       | 0,25x880      | 2710   |
| 13   | Bělorusko      | 1,0x860        | 0,75x860      | 0,5x940       | 0,5x960       | 0,25x1000     | 2705   |
| 14   | Francie        | 1,0x960        | 0,75x900      | 0,5x860       | 0,5x740       | 0,25x900      | 2660   |
| 15   | Rakousko       | 1,0x780        | 0,75x840      | 0,5x800       | 0,5x880       | 0,25x860      | 2465   |
| 16   | Itálie         | 1,0x840        | 0,75x780      | 0,5x840       | 0,5x800       | 0,25x780      | 2440   |
| 17   | Kazachstán     | 1,0x820        | 0,75x800      | 0,5x820       | 0,5x820       | 0,25x800      | 2440   |
| 18   | Slovinsko      | 1,0x800        | 0,75x820      | 0,5x780       | 0,5x760       | 0,25x760      | 2375   |
| 19   | Maďarsko       | 1,0x760        | 0,75x760      | 0,5x740       | 0,5x720       | 0,25x820      | 2265   |
| 20   | Ukrajina       | 1,0x700        | 0,75x720      | 0,5x760       | 0,5x860       | 0,25x740      | 2235   |
| 21   | Velká Británie | 1,0x720        | 0,75x740      | 0,5x680       | 0,5x640       | 0,25x700      | 2110   |
| 22   | Japonsko       | 1,0x740        | 0,75x580      | 0,5x720       | 0,5x780       | 0,25x720      | 2105   |
| 23   | Polsko         | 1,0x660        | 0,75x680      | 0,5x700       | 0,5x660       | 0,25x680      | 2020   |
| 24   | Nizozemsko     | 1,0x640        | 0,75x660      | 0,5x660       | 0,5x600       | 0,25x640      | 1925   |
| 25   | Litva          | 1,0x600        | 0,75x640      | 0,5x620       | 0,5x700       | 0,25x660      | 1905   |
| 26   | Estonsko       | 1,0x560        | 0,75x600      | 0,5x560       | 0,5x680       | 0,25x520      | 1760   |
| 27   | Rumunsko       | 1,0x620        | 0,75x560      | 0,5x520       | 0,5x560       | 0,25x580      | 1725   |
| 28   | Jižní Korea    | 1,0x680        | 0,75x700      | 0,5x640       | 0,5x---       | 0,25x560      | 1665   |
| 29   | Španělsko      | 1,0x540        | 0,75x620      | 0,5x540       | 0,5x540       | 0,25x480      | 1665   |
| 30   | Chorvatsko     | 1,0x520        | 0,75x520      | 0,5x580       | 0,5x620       | 0,25x620      | 1665   |
| 31   | Srbsko         | 1,0x480        | 0,75x480      | 0,5x600       | 0,5x580       | 0,25x540      | 1565   |
| 34   | Mexiko         | 1,0x380        | 0,75x400      | 0,5x400       | 0,5x500       | 0,25x400      | 1230   |
| 40   | Izrael         | 1,0x360        | 0,75x320      | 0,5x360       | 0,5x---       | 0,25x380      | 875    |

## Kvalifikace o postup na OH
V následujících kvalifikačních skupinách se utkalo celkem 24 zemí o 3 místa zajišťující účast na finálovém turnaji v ledním hokeji na Zimních olympijských hrách 2014.

### Kvalifikace do předkvalifikace
Kvalifikace do předkvalifikace se hrála od 17. do 19. září 2012 v chorvatském Záhřebu. Vítěz skupiny postoupil do předkvalifikace.

#### Skupina K
| Tým        | Z | V | VP | PP | P | GV | GI | +/- | B |
| ---------- | - | - | -- | -- | - | -- | -- | --- | - |
| Chorvatsko | 3 | 3 | 0  | 0  | 0 | 30 | 6  | +24 | 9 |
| Mexiko     | 3 | 2 | 0  | 0  | 1 | 14 | 14 | 0   | 6 |
| Srbsko     | 3 | 1 | 0  | 0  | 2 | 12 | 12 | 0   | 3 |
| Izrael     | 3 | 0 | 0  | 0  | 3 | 5  | 29 | −24 | 0 |

Všechny časy jsou místní (UTC+2).
| 17. září 2012 15:30 | Srbsko | 7:1 | Izrael | Dom Sportova, Záhřeb |  |

| 17. září 2012 19:30 | Mexiko | 2:9 | Chorvatsko | Dom Sportova, Záhřeb |  |

| 18. září 2012 15:30 | Srbsko | 3:5 | Mexiko | Dom Sportova, Záhřeb |  |

| 18. září 2012 19:30 | Chorvatsko | 15:2 | Izrael | Dom Sportova, Záhřeb |  |

| 19. září 2012 15:30 | Izrael | 2:7 | Mexiko | Dom Sportova, Záhřeb |  |

| 19. září 2012 19:30 | Chorvatsko | 6:2 | Srbsko | Dom Sportova, Záhřeb |  |

### Předkvalifikace
Předkvalifikace se hrála v termínu od 8. do 11. listopadu 2012. Přednostní právo na hostitelství jednotlivých turnajů měly týmy na 19., 20. a 21. místě v žebříčku IIHF 2012 (Maďarsko, Ukrajina a Velká Británie). Vítězové každé skupiny postoupili do hlavní části kvalifikace.

#### Skupina G
| Tým        | Z | V | VP | PP | P | GV | GI | +/- | B |
| ---------- | - | - | -- | -- | - | -- | -- | --- | - |
| Nizozemsko | 3 | 2 | 1  | 0  | 0 | 24 | 10 | +14 | 8 |
| Maďarsko   | 3 | 2 | 0  | 1  | 0 | 25 | 9  | +16 | 7 |
| Litva      | 3 | 1 | 0  | 0  | 2 | 6  | 15 | −9  | 3 |
| Chorvatsko | 3 | 0 | 0  | 0  | 3 | 3  | 24 | −21 | 0 |

Všechny časy jsou místní (UTC+1).
| 9. listopadu 2012 15:30 | Nizozemsko | 8:2 (3:0, 3:0, 2:2) | Chorvatsko | László Papp Sports Arena, Budapešť Návštěvnost: 460 |  |

| Report | |                                         |                                                                       |                                                                    |
| Ian Meierdres | Ian Meierdres | Brankáři                                | Mate Tomljenović                                                      | Rozhodčí: Florian Zehetleitner Čároví: Peter Bédo Stefano Terragni |
| M. Kars (B. Willemse, M. Postma) - 10:32 K. Bruijsten (M. Bruijsten, D. Hagemeijer) (PP) - 11:37 M. Kars (N. de Jong, M. Postma) - 12:22 M. Kars (R. Joly, M. Postma (PP) - 25:26 D. Hagemeijer (I. van den Heuvel) - 27:56 M. Postma (M. Kars, R. Joly) - 37:39 R. van Hulten (M. Postma, D. van de Velden) - 47:56 M. Bruijsten (B. Willemse) - 55:21 | M. Kars (B. Willemse, M. Postma) - 10:32 K. Bruijsten (M. Bruijsten, D. Hagemeijer) (PP) - 11:37 M. Kars (N. de Jong, M. Postma) - 12:22 M. Kars (R. Joly, M. Postma (PP) - 25:26 D. Hagemeijer (I. van den Heuvel) - 27:56 M. Postma (M. Kars, R. Joly) - 37:39 R. van Hulten (M. Postma, D. van de Velden) - 47:56 M. Bruijsten (B. Willemse) - 55:21 | 1:0 2:0 3:0 4:0 5:0 6:0 7:0 8:0 8:1 8:2 | 56:31 - M. Tadić (P. Trstenjak, B. Rendulić) (PP) 57:25 - B. Rendulić | Rozhodčí: Florian Zehetleitner Čároví: Peter Bédo Stefano Terragni |
| 6 min | 6 min | Tresty                                  | 23 min                                                                | Rozhodčí: Florian Zehetleitner Čároví: Peter Bédo Stefano Terragni |
| 44 | 44 | Střely                                  | 19                                                                    | Rozhodčí: Florian Zehetleitner Čároví: Peter Bédo Stefano Terragni |

| 9. listopadu 2012 19:00 | Litva | 1:5 (0:2, 1:3, 0:0) | Maďarsko | László Papp Sports Arena, Budapešť Návštěvnost: 4 350 |  |

| Report                                  |                                         |                         | |                                                           |
| Mantas Armalis                          | Mantas Armalis                          | Brankáři                | Bence Bálizs | Rozhodčí: Peter Jonák Čároví: Jaromír Bláha Andrew Dalton |
| S. Kuliesius (A. Zidvokas) (PP) - 26:15 | S. Kuliesius (A. Zidvokas) (PP) - 26:15 | 0:1 0:2 0:3 1:3 1:4 1:5 | 02:48 - A. Benk (D. Koger) 14:10 - M. Vas (I. Sofron, B. Ladanyi) (PP) 21:29 - J. Hari (V. Tokaji, L. Sikorcin (PP) 31:06 - J. Hari (I. Bartalis, A. Mihaly) (PP) 33:18 - M. Vas (B. Ladanyi, I. Sofron) | Rozhodčí: Peter Jonák Čároví: Jaromír Bláha Andrew Dalton |
| 12 min                                  | 12 min                                  | Tresty                  | 14 min | Rozhodčí: Peter Jonák Čároví: Jaromír Bláha Andrew Dalton |
| 21                                      | 21                                      | Střely                  | 43 | Rozhodčí: Peter Jonák Čároví: Jaromír Bláha Andrew Dalton |

| 10. listopadu 2012 14:00 | Nizozemsko | 9:2 (1:1, 6:1, 2:0) | Litva | László Papp Sports Arena, Budapešť Návštěvnost: 500 |  |

| Report | |                                             |                                                                                        |                                                             |
| Ian Meierdres Martijn Oosterwijk | Ian Meierdres Martijn Oosterwijk | Brankáři                                    | Mantas Armalis Arunas Aleinikovas                                                      | Rozhodčí: Damien Velay Čároví: Peter Bédo Michael Tscherrig |
| R. Joly (T. Demelinne) - 15:15 K. Bruijsten (B. Willemse, M. Bruijsten) (PP) - 20:22 K. Bruijsten (T. Demelinne) - 24:34 M. Kars (M. Postma, R. Joly) - 32:43 R. Joly (J. van Oorschot) - 35:36 T. Demelinne - 36:34 M. Bruijsten (K. Bruijsten, D. Hagemeijer) (PP) - 39:34 D. Hagemeijer - 50:30 M. Kars (R. Joly, M. Postma) - 57:38 | R. Joly (T. Demelinne) - 15:15 K. Bruijsten (B. Willemse, M. Bruijsten) (PP) - 20:22 K. Bruijsten (T. Demelinne) - 24:34 M. Kars (M. Postma, R. Joly) - 32:43 R. Joly (J. van Oorschot) - 35:36 T. Demelinne - 36:34 M. Bruijsten (K. Bruijsten, D. Hagemeijer) (PP) - 39:34 D. Hagemeijer - 50:30 M. Kars (R. Joly, M. Postma) - 57:38 | 0:1 1:1 2:1 3:1 4:1 4:2 5:2 6:2 7:2 8:2 9:2 | 01:19 - D. Bogdziul (P. Verenis) 35:09 - S. Kuliesius (R. Aliukonis, A. Zidkovas) (PP) | Rozhodčí: Damien Velay Čároví: Peter Bédo Michael Tscherrig |
| 14 min | 14 min | Tresty                                      | 20 min                                                                                 | Rozhodčí: Damien Velay Čároví: Peter Bédo Michael Tscherrig |
| 46 | 46 | Střely                                      | 17                                                                                     | Rozhodčí: Damien Velay Čároví: Peter Bédo Michael Tscherrig |

| 10. listopadu 2012 17:30 | Maďarsko | 13:0 (6:0, 3:0, 4:0) | Chorvatsko | László Papp Sports Arena, Budapešť Návštěvnost: 6 215 |  |

| Report | |                                                         |                                    |                                                                       |
| Bence Bálizs Krisztián Budai | Bence Bálizs Krisztián Budai | Brankáři                                                | Mate Tomljenović Andrej Vasiljević | Rozhodčí: Florian Zehetleitner Čároví: Jaromír Bláha Stefano Terragni |
| I. Bartalis (J. Hari, J. Vas) (PP) - 04:08 M. Vas (B. Ladanyi, A. Horváth) (PP) - 09:02 A. Mihaly (J. Hari, A. Hegyi) - 11:01 I. Sofron (B. Ladanyi, M. Vas) - 12:15 I. Sofron (PS) - 15:38 L. Sikorcin (C. Kovacs) - 16:23 C. Kovacs (I. Bartalis, M. Vas) - 31:13 B. Ladanyi (I. Sofron) - 35:04 L. Sikorcin (T. Pozsgai) - 39:58 B. Ladanyi (M. Vas, A. Horváth) - 47:38 J. Vas (V. Szelig) - 48:21 B. Magosi (A. Orbán) (PP) - 50:14 A. Mihaly (J. Hari) - 55:05 | I. Bartalis (J. Hari, J. Vas) (PP) - 04:08 M. Vas (B. Ladanyi, A. Horváth) (PP) - 09:02 A. Mihaly (J. Hari, A. Hegyi) - 11:01 I. Sofron (B. Ladanyi, M. Vas) - 12:15 I. Sofron (PS) - 15:38 L. Sikorcin (C. Kovacs) - 16:23 C. Kovacs (I. Bartalis, M. Vas) - 31:13 B. Ladanyi (I. Sofron) - 35:04 L. Sikorcin (T. Pozsgai) - 39:58 B. Ladanyi (M. Vas, A. Horváth) - 47:38 J. Vas (V. Szelig) - 48:21 B. Magosi (A. Orbán) (PP) - 50:14 A. Mihaly (J. Hari) - 55:05 | 1:0 2:0 3:0 4:0 5:0 6:0 7:0 8:0 9:0 10:0 11:0 12:0 13:0 |                                    | Rozhodčí: Florian Zehetleitner Čároví: Jaromír Bláha Stefano Terragni |
| 0 min | 0 min | Tresty                                                  | 10 min                             | Rozhodčí: Florian Zehetleitner Čároví: Jaromír Bláha Stefano Terragni |
| 68 | 68 | Střely                                                  | 10                                 | Rozhodčí: Florian Zehetleitner Čároví: Jaromír Bláha Stefano Terragni |

| 11. listopadu 2012 14:00 | Chorvatsko | 1:3 (1:2, 0:0, 0:1) | Litva | László Papp Sports Arena, Budapešť Návštěvnost: 560 |  |

| Report           |                  |                 | |                                                             |
| Mate Tomljenović | Mate Tomljenović | Brankáři        | Mantas Armalis | Rozhodčí: Damien Velay Čároví: Peter Bédo Michael Tscherrig |
| I. Lazić - 02:58 | I. Lazić - 02:58 | 1:0 1:1 1:2 1:3 | 05:20 - P. Verenis (N. Alisauskas, D. Bogdziul) (PP) 10:25 - D. Kazlauskas (R. Aliukonis, A. Visockas) 59:46 - P. Verenis (N. Alisauskas) (ENG) | Rozhodčí: Damien Velay Čároví: Peter Bédo Michael Tscherrig |
| 38 min           | 38 min           | Tresty          | 8 min | Rozhodčí: Damien Velay Čároví: Peter Bédo Michael Tscherrig |
| 27               | 27               | Střely          | 52 | Rozhodčí: Damien Velay Čároví: Peter Bédo Michael Tscherrig |

| 11. listopadu 2012 17:30 | Maďarsko | 6:7 SN (1:3, 3:1, 2:2) (Prodl.: 0:0) (SN: 0:1) | Nizozemsko | László Papp Sports Arena, Budapešť Návštěvnost: 6 125 |  |

| Report | |                                                            | |                                                           |
| Bence Bálizs | Bence Bálizs | Brankáři                                                   | Ian Meierdres | Rozhodčí: Peter Jonák Čároví: Jaromír Bláha Andrew Dalton |
| J. Hari (L. Sikorcin, V. Tokaji) (PP) - 08:17 L. Sikorcin (J. Hari, V. Tokaji) (PP) - 21:19 A. Mihaly (J. Vas, Á. Hegyi) - 31:03 M. Vas (B. Ladanyi, I. Sofron) - 36:28 J. Vas (J. Hari, D. Koger) - 54:44 B. Ladanyi (M. Vas) - 55:04 J. Hari C. Kovacs | J. Hari (L. Sikorcin, V. Tokaji) (PP) - 08:17 L. Sikorcin (J. Hari, V. Tokaji) (PP) - 21:19 A. Mihaly (J. Vas, Á. Hegyi) - 31:03 M. Vas (B. Ladanyi, I. Sofron) - 36:28 J. Vas (J. Hari, D. Koger) - 54:44 B. Ladanyi (M. Vas) - 55:04 J. Hari C. Kovacs | 1:0 1:1 1:2 1:3 2:3 2:4 3:4 4:4 4:5 5:5 6:5 6:6 Sam. náj.: | 11:59 - M. Postma (R. Joly, M. Kars) 15:38 - I. van den Heuvel (M. Bastings, J. van Oorschot) 19:16 - K. Bruijsten (M. Bruijsten, T. Demelinne) 23:00 - R. Joly (M. Postma) (PP) 48:50 - N. de Jong (R. Joly) 58:30 - J. van Oorschot (T. Demelinne, B. Willemse) M. Postma D. Hagemeijer M. Kars | Rozhodčí: Peter Jonák Čároví: Jaromír Bláha Andrew Dalton |
| 14 min | 14 min | Tresty                                                     | 12 min | Rozhodčí: Peter Jonák Čároví: Jaromír Bláha Andrew Dalton |
| 35 | 35 | Střely                                                     | 30 | Rozhodčí: Peter Jonák Čároví: Jaromír Bláha Andrew Dalton |

#### Skupina H
| Tým       | Z | V | VP | PP | P | GV | GI | +/- | B |
| --------- | - | - | -- | -- | - | -- | -- | --- | - |
| Ukrajina  | 3 | 3 | 0  | 0  | 0 | 22 | 1  | +21 | 9 |
| Polsko    | 3 | 2 | 0  | 0  | 1 | 14 | 5  | +9  | 6 |
| Španělsko | 3 | 1 | 0  | 0  | 2 | 5  | 16 | −11 | 3 |
| Estonsko  | 3 | 0 | 0  | 0  | 3 | 4  | 23 | −19 | 0 |

Všechny časy jsou místní (UTC+2).
| 8. listopadu 2012 16:00 | Polsko | 8:0 (1:0, 3:0, 4:0) | Estonsko | Palác sportu, Kyjev Návštěvnost: 1 011 |  |

| Report | |                                 |                       |                                                                     |
| Przemyslaw Odrobny | Przemyslaw Odrobny | Brankáři                        | Villem-Henrik Koitmaa | Rozhodčí: Karol Popović Čároví: David Nothegger Oleksander Gorbatuk |
| M. Kolusz (K. Zapala) (SH) - 15:33 L. Laszkiewicz (K. Zapala, M. Lopuski) (PP) - 25:22 K. Dziubiński (T. Malasiński, M. Urbanowicz) - 27:33 M. Rompkowski (D. Gruszka) - 34:57 K. Dziubiński (M. Urbanowicz, A. Borzecki) - 52:09 M. Lopuski - 52:25 J. Gabrys (P. Dronia) (PP2) - 56:31 L. Laszkiewicz (SH) - 58:20 | M. Kolusz (K. Zapala) (SH) - 15:33 L. Laszkiewicz (K. Zapala, M. Lopuski) (PP) - 25:22 K. Dziubiński (T. Malasiński, M. Urbanowicz) - 27:33 M. Rompkowski (D. Gruszka) - 34:57 K. Dziubiński (M. Urbanowicz, A. Borzecki) - 52:09 M. Lopuski - 52:25 J. Gabrys (P. Dronia) (PP2) - 56:31 L. Laszkiewicz (SH) - 58:20 | 1:0 2:0 3:0 4:0 5:0 6:0 7:0 8:0 |                       | Rozhodčí: Karol Popović Čároví: David Nothegger Oleksander Gorbatuk |
| 12 min | 12 min | Tresty                          | 14 min                | Rozhodčí: Karol Popović Čároví: David Nothegger Oleksander Gorbatuk |
| 63 | 63 | Střely                          | 9                     | Rozhodčí: Karol Popović Čároví: David Nothegger Oleksander Gorbatuk |

| 8. listopadu 2012 20:00 | Ukrajina | 7:0 (2:0, 5:0, 0:0) | Španělsko | Palác sportu, Kyjev Návštěvnost: 5 217 |  |

| Report | |                             |               |                                                                     |
| Igor Karpenko | Igor Karpenko | Brankáři                    | Ander Alcaine | Rozhodčí: Maxim Sidorenko Čároví: Markku Buese Alexander Matskevich |
| A. Michnov - 12:39 R. Fedotěnko (S. Varlamov) - 16:46 A. Gnidenko(V. Donika, M. Ladygin) - 23:10 O. Ponikarovskij (R. Fedotěnko, I. Kugut) - 27:35 A. Bondarjev (O. Materuchin, A. Michnov) - 34:12 O. Pobjedonocev (S. Varlamov, V. Ljutkevič) - 35:41 S. Varlamov (O. Pobjedonocev) - 39:59 | A. Michnov - 12:39 R. Fedotěnko (S. Varlamov) - 16:46 A. Gnidenko(V. Donika, M. Ladygin) - 23:10 O. Ponikarovskij (R. Fedotěnko, I. Kugut) - 27:35 A. Bondarjev (O. Materuchin, A. Michnov) - 34:12 O. Pobjedonocev (S. Varlamov, V. Ljutkevič) - 35:41 S. Varlamov (O. Pobjedonocev) - 39:59 | 1:0 2:0 3:0 4:0 5:0 6:0 7:0 |               | Rozhodčí: Maxim Sidorenko Čároví: Markku Buese Alexander Matskevich |
| 2 min | 2 min | Tresty                      | 2 min         | Rozhodčí: Maxim Sidorenko Čároví: Markku Buese Alexander Matskevich |
| 69 | 69 | Střely                      | 11            | Rozhodčí: Maxim Sidorenko Čároví: Markku Buese Alexander Matskevich |

| 9. listopadu 2012 16:00 | Polsko | 5:0 (1:0, 0:0, 4:0) | Španělsko | Palác sportu, Kyjev Návštěvnost: 521 |  |

| Report | |                     |               |                                                              |
| Kamil Kosowski | Kamil Kosowski | Brankáři            | Ander Alcaine | Rozhodčí: Robin Sir Čároví: Markku Buese Oleksander Gorbatuk |
| G. Pasiut (M. Lopuski) - 15:49 T. Malasiński (K. Dziubiński) - 43:44 G. Pasiut (L. Laszkiewicz) - 44:14 J. Witecki (M. Rompkowski) - 51:18 T. Malasiński (R. Dutka) - 57:01 | G. Pasiut (M. Lopuski) - 15:49 T. Malasiński (K. Dziubiński) - 43:44 G. Pasiut (L. Laszkiewicz) - 44:14 J. Witecki (M. Rompkowski) - 51:18 T. Malasiński (R. Dutka) - 57:01 | 1:0 2:0 3:0 4:0 5:0 |               | Rozhodčí: Robin Sir Čároví: Markku Buese Oleksander Gorbatuk |
| 10 min | 10 min | Tresty              | 6 min         | Rozhodčí: Robin Sir Čároví: Markku Buese Oleksander Gorbatuk |
| 61 | 61 | Střely              | 22            | Rozhodčí: Robin Sir Čároví: Markku Buese Oleksander Gorbatuk |

| 9. listopadu 2012 20:00 | Estonsko | 0:10 (0:4, 0:4, 0:2) | Ukrajina | Palác sportu, Kyjev Návštěvnost: 5 521 |  |

| Report                            |                                   |                                          | |                                                                |
| Anton Sizov Villem-Henrik Koitmaa | Anton Sizov Villem-Henrik Koitmaa | Brankáři                                 | Yevgen Napnenko | Rozhodčí: Karol Popović Čároví: David Nothegger Tibor Rovensky |
|                                   |                                   | 0:1 0:2 0:3 0:4 0:5 0:6 0:7 0:8 0:9 0:10 | 02:06 - A. Michnov (M. Ladygin 10:32 - R. Fedotěnko (O. Ponikarovskij, O. Pobjedonocev) (PP) 12:35 - R. Borysenko (S. Klymentyev) (PP) 16:34 - V. Donika (R. Blagy) 23:04 - S. Varlamov (O. Pobjedonocev) (PP) 29:29 - O. Materuchin (R. Borysenko, A. Bondarjev) (PP) 38:40 - R. Borysenko (A. Bondarjev) (PP) 39:41 - Y. Navarenko (V. Polonytsky) 46:37 - O. Ponikarovskij (S. Varlamov, V. Ljutkevič) 49:29 - A. Bondarjev | Rozhodčí: Karol Popović Čároví: David Nothegger Tibor Rovensky |
| 24 min                            | 24 min                            | Tresty                                   | 4 min | Rozhodčí: Karol Popović Čároví: David Nothegger Tibor Rovensky |
| 12                                | 12                                | Střely                                   | 85 | Rozhodčí: Karol Popović Čároví: David Nothegger Tibor Rovensky |

| 11. listopadu 2012 16:00 | Španělsko | 5:4 (2:0, 1:1, 2:3) | Estonsko | Palác sportu, Kyjev Návštěvnost: 658 |  |

| Report | |                                     | |                                                                            |
| Ander Alcaine | Ander Alcaine | Brankáři                            | Villem-Henrik Koitmaa | Rozhodčí: Maxim Sidorenko Čároví: Oleksander Gorbatuk Alexander Matskevich |
| P. Muñoz (J. Brabo, G. Betran) (PP) - 09:24 O. Boronat (C. Quevedo, P. González) (PP) - 11:35 C. Quevedo (O. Boronat, G. Betran) (PP) - 38:05 A. Sosa (E. Paz, A. Vea) (PP) - 41:49 O. Boronat (P. González) - 59:24 | P. Muñoz (J. Brabo, G. Betran) (PP) - 09:24 O. Boronat (C. Quevedo, P. González) (PP) - 11:35 C. Quevedo (O. Boronat, G. Betran) (PP) - 38:05 A. Sosa (E. Paz, A. Vea) (PP) - 41:49 O. Boronat (P. González) - 59:24 | 1:0 2:0 2:1 3:1 4:1 4:2 4:3 4:4 5:4 | 24:25 - R. Embrich (U. Molder) 45:21 - D. Suur (A. Jakovlev, V. Titarenko) (PP) 49:49 - M. Semjonov (D. Suur, M. Ivanov) 51:10 - M. Ivanov (D. Suur, A. Jakovlev) | Rozhodčí: Maxim Sidorenko Čároví: Oleksander Gorbatuk Alexander Matskevich |
| 20 min | 20 min | Tresty                              | 14 min | Rozhodčí: Maxim Sidorenko Čároví: Oleksander Gorbatuk Alexander Matskevich |
| 37 | 37 | Střely                              | 35 | Rozhodčí: Maxim Sidorenko Čároví: Oleksander Gorbatuk Alexander Matskevich |

| 11. listopadu 2012 20:00 | Ukrajina | 5:1 (1:1, 2:0, 2:0) | Polsko | Palác sportu, Kyjev Návštěvnost: 6 026 |  |

| Report | |                         |                    |                                                         |
| Yevgen Napnenko | Yevgen Napnenko | Brankáři                | Przemyslaw Odrobny | Rozhodčí: Robin Sir Čároví: Markku Buese Tibor Rovensky |
| V. Ljutkevič (O. Ponikarovskij, R. Fedotěnko) (PP) - 18:53 O. Pobjedonocev (V. Ljutkevič) (PP) - 20:39 M. Kvitchenko (K. Kasyanchuk) - 39:29 S. Varlamov (O. Ponikarovskij, O. Pobjedonocev) (PP) - 42:59 K. Kasyanchuk (O. Shafarenko) (PP) - 56:06 | V. Ljutkevič (O. Ponikarovskij, R. Fedotěnko) (PP) - 18:53 O. Pobjedonocev (V. Ljutkevič) (PP) - 20:39 M. Kvitchenko (K. Kasyanchuk) - 39:29 S. Varlamov (O. Ponikarovskij, O. Pobjedonocev) (PP) - 42:59 K. Kasyanchuk (O. Shafarenko) (PP) - 56:06 | 0:1 1:1 2:1 3:1 4:1 5:1 | 03:28 - D. Gruszka | Rozhodčí: Robin Sir Čároví: Markku Buese Tibor Rovensky |
| 33 min | 33 min | Tresty                  | 18 min             | Rozhodčí: Robin Sir Čároví: Markku Buese Tibor Rovensky |
| 38 | 38 | Střely                  | 23                 | Rozhodčí: Robin Sir Čároví: Markku Buese Tibor Rovensky |

#### Skupina J
| Tým            | Z | V | VP | PP | P | GV | GI | +/- | B |
| -------------- | - | - | -- | -- | - | -- | -- | --- | - |
| Velká Británie | 3 | 2 | 0  | 1  | 0 | 9  | 6  | +3  | 7 |
| Jižní Korea    | 3 | 1 | 1  | 1  | 0 | 9  | 7  | +2  | 6 |
| Japonsko       | 3 | 1 | 1  | 0  | 1 | 6  | 4  | +2  | 5 |
| Rumunsko       | 3 | 0 | 0  | 0  | 3 | 0  | 7  | −7  | 0 |

Všechny časy jsou místní (UTC+9).
| 9. listopadu 2012 14:00 | Velká Británie | 4:5 SN (3:1, 1:2, 0:1) (Prodl.: 0:0) (SN: 0:1) | Jižní Korea | Nikkō Kirifuri, Nikkō Návštěvnost: 592 |  |

| Report | |                                            | |                                                               |
| Stephen Murphy | Stephen Murphy | Brankáři                                   | Park Sung-Je | Rozhodčí: Peter Loksik Čároví: Jordan Browne Kensuke Kanazawa |
| C. Peacock (C. Shields, B. O'Connor) - 03:34 D. Longstaff (PP) - 04:28 B. O'Connor - 17:28 C. Shields (C. Peacock, J. Weaver) - 30:09 C. Shields D. Longstaff | C. Peacock (C. Shields, B. O'Connor) - 03:34 D. Longstaff (PP) - 04:28 B. O'Connor - 17:28 C. Shields (C. Peacock, J. Weaver) - 30:09 C. Shields D. Longstaff | 1:0 2:0 2:1 3:1 3:2 4:2 4:3 4:4 Sam. náj.: | 05:25 - Kim W.J. (Kim K.S., Kim S.W.) 22:27 - Kim W.J. (Kim S.W., Kim K.) 38:45 - Kim W.J. (Kim S.W., Kim K.) 46:07 - Kim G. (Sin S.W.) Kim S.W. Cho M.H. | Rozhodčí: Peter Loksik Čároví: Jordan Browne Kensuke Kanazawa |
| 4 min | 4 min | Tresty                                     | 6 min | Rozhodčí: Peter Loksik Čároví: Jordan Browne Kensuke Kanazawa |
| 41 | 41 | Střely                                     | 28 | Rozhodčí: Peter Loksik Čároví: Jordan Browne Kensuke Kanazawa |

| 9. listopadu 2012 18:00 | Japonsko | 2:0 (1:0, 0:0, 1:0) | Rumunsko | Nikkō Kirifuri, Nikkō Návštěvnost: 956 |  |

| Report                                                        |                                                               |          |                 |                                                        |
| Yutaka Fukufuji                                               | Yutaka Fukufuji                                               | Brankáři | Adrian Catrinoi | Rozhodčí: Peter Feola Čároví: Paul Carnathan Cory Ross |
| T. Saito (K. Mitamura, H. Terao) - 06:01 T. Yamashita - 47:54 | T. Saito (K. Mitamura, H. Terao) - 06:01 T. Yamashita - 47:54 | 1:0 2:0  |                 | Rozhodčí: Peter Feola Čároví: Paul Carnathan Cory Ross |
| 6 min                                                         | 6 min                                                         | Tresty   | 6 min           | Rozhodčí: Peter Feola Čároví: Paul Carnathan Cory Ross |
| 57                                                            | 57                                                            | Střely   | 22              | Rozhodčí: Peter Feola Čároví: Paul Carnathan Cory Ross |

| 10. listopadu 2012 14:00 | Rumunsko | 0:3 (0:2, 0:0, 0:1) | Velká Británie | Nikkō Kirifuri, Nikkō Návštěvnost: 1 143 |  |

| Report         |                |             | |                                                               |
| Gellert Ruczuj | Gellert Ruczuj | Brankáři    | Stephen Murphy | Rozhodčí: Devin Klein Čároví: Paul Carnathan Kensuke Kanazawa |
|                |                | 0:1 0:2 0:3 | 03:17 - L. Jamieson (J. Weaver, D. Longstaff) 18:32 - B. O'Connor (L. Jamieson, D. Longstaff) 52:39 - R. Dowd (C. Shields, C. Peacock) | Rozhodčí: Devin Klein Čároví: Paul Carnathan Kensuke Kanazawa |
| 10 min         | 10 min         | Tresty      | 10 min | Rozhodčí: Devin Klein Čároví: Paul Carnathan Kensuke Kanazawa |
| 17             | 17             | Střely      | 47 | Rozhodčí: Devin Klein Čároví: Paul Carnathan Kensuke Kanazawa |

| 10. listopadu 2012 18:00 | Japonsko | 3:2 PP (1:0, 1:1, 0:1) (Prodl.: 1:0) | Jižní Korea | Nikkō Kirifuri, Nikkō Návštěvnost: 1 762 |  |

| Report | |                     |                                                                                         |                                                         |
| Yutaka Fukufuji | Yutaka Fukufuji | Brankáři            | Eum Hyun-Seung                                                                          | Rozhodčí: Peter Loksik Čároví: Jordan Browne Liu Jia Qi |
| S. Kuji (G. Tanaka, J. Tonosaki) (PP) - 11:39 D. Obara (R. Hashimoto, H. Ueno) - 29:32 S. Kuji (A. Keller) (PP) - 63:13 | S. Kuji (G. Tanaka, J. Tonosaki) (PP) - 11:39 D. Obara (R. Hashimoto, H. Ueno) - 29:32 S. Kuji (A. Keller) (PP) - 63:13 | 1:0 1:1 2:1 2:2 3:2 | 28:51 - Sin S.W. (Kim G.H., Cho M.H.) (PP) 59:49 - Sin S.W. (Yoon K.W., Sung W.J.) (EA) | Rozhodčí: Peter Loksik Čároví: Jordan Browne Liu Jia Qi |
| 8 min | 8 min | Tresty              | 10 min                                                                                  | Rozhodčí: Peter Loksik Čároví: Jordan Browne Liu Jia Qi |
| 32 | 32 | Střely              | 20                                                                                      | Rozhodčí: Peter Loksik Čároví: Jordan Browne Liu Jia Qi |

| 11. listopadu 2012 14:00 | Jižní Korea | 2:0 (1:0, 0:0, 1:0) | Rumunsko | Nikkō Kirifuri, Nikkō Návštěvnost: 1 075 |  |

| Report                                                            |                                                                   |          |               |                                                        |
| Park Sung-Je                                                      | Park Sung-Je                                                      | Brankáři | Adrian Cornea | Rozhodčí: Peter Feola Čároví: Jordan Browne Liu Jia Qi |
| Kim H.O. (Kim S.W.) - 19:30 Kim K.S. (Kim Y.H., Kim S.W.) - 44:12 | Kim H.O. (Kim S.W.) - 19:30 Kim K.S. (Kim Y.H., Kim S.W.) - 44:12 | 1:0 2:0  |               | Rozhodčí: Peter Feola Čároví: Jordan Browne Liu Jia Qi |
| 8 min                                                             | 8 min                                                             | Tresty   | 4 min         | Rozhodčí: Peter Feola Čároví: Jordan Browne Liu Jia Qi |
| 32                                                                | 32                                                                | Střely   | 34            | Rozhodčí: Peter Feola Čároví: Jordan Browne Liu Jia Qi |

| 11. listopadu 2012 18:00 | Velká Británie | 2:1 (2:0, 0:0, 0:1) | Japonsko | Nikkō Kirifuri, Nikkō Návštěvnost: 1 738 |  |

| Report                                                                      |                                                                             |             |                            |                                                               |
| Stephen Murphy                                                              | Stephen Murphy                                                              | Brankáři    | Yutaka Fukufuji            | Rozhodčí: Devin Klein Čároví: Paul Carnathan Kensuke Kanazawa |
| C. Peacock (R. Dowd, C. Shields) (PP) - 09:59 B. O'Connor (A. Tait) - 10:29 | C. Peacock (R. Dowd, C. Shields) (PP) - 09:59 B. O'Connor (A. Tait) - 10:29 | 1:0 2:0 2:1 | 44:01 - S. Kuji (D. Obara) | Rozhodčí: Devin Klein Čároví: Paul Carnathan Kensuke Kanazawa |
| 10 min                                                                      | 10 min                                                                      | Tresty      | 12 min                     | Rozhodčí: Devin Klein Čároví: Paul Carnathan Kensuke Kanazawa |
| 35                                                                          | 35                                                                          | Střely      | 22                         | Rozhodčí: Devin Klein Čároví: Paul Carnathan Kensuke Kanazawa |

### Hlavní kvalifikace
Hlavní kvalifikace byla hrána v termínu od 7. do 10. února 2013. Země v žebříčku IIHF po MS 2012 na 10., 11. a 12. pozici měly přednostní právo tyto turnaje hostit (Německo, Lotyšsko a Dánsko). Vítězové jednotlivých skupin postoupili na OH.
V závorce za jménem státu je postavení v žebříčku IIHF 2012.

#### Skupina D
Rakousko překvapivě ovládlo skupinu D a po 12 letech postoupilo na ZOH. Ve skupině B narazí na Kanadu, Finsko, Norsko
| Tým                 | Z | V | VP | PP | P | GV | GI | +/- | B |
| ------------------- | - | - | -- | -- | - | -- | -- | --- | - |
| Rakousko [15.]      | 3 | 2 | 0  | 1  | 0 | 11 | 6  | 5   | 7 |
| Německo [10.]       | 3 | 1 | 1  | 1  | 0 | 9  | 5  | 4   | 6 |
| Itálie [16.]        | 3 | 1 | 1  | 0  | 1 | 8  | 5  | 3   | 5 |
| Nizozemsko [Q, 24.] | 3 | 0 | 0  | 0  | 3 | 3  | 15 | −12 | 0 |

Všechny časy jsou místní (UTC+1).
| 7. února 2013 16:00 | Rakousko | 3:2 (2:0, 1:1, 0:1) | Itálie | Eisarena Ellental, Bietigheim-Bissingen Návštěvnost: 3 100 |  |

| Report                                                                      |                                                                             |          |                                           |                                                                                    |
|                                                                             |                                                                             | Brankáři |                                           | Rozhodčí: Tom Laaksonen Eduards Odins Čároví: Andreas Malmqvist Nikolaj Ponomarjow |
| Daniel Oberkofler 06:01' Gregor Baumgartner 17:10' Daniel Oberkofler 36:25' | Daniel Oberkofler 06:01' Gregor Baumgartner 17:10' Daniel Oberkofler 36:25' |          | Anton Bernard 33:42' Vincent Rocco 50:07' | Rozhodčí: Tom Laaksonen Eduards Odins Čároví: Andreas Malmqvist Nikolaj Ponomarjow |

| 7. února 2013 19:30 | Německo | 5:1 (2:0, 1:1, 2:0) | Nizozemsko | Eisarena Ellental, Bietigheim-Bissingen Návštěvnost: 3 780 |  |

| Report | |          |                    |                                                                                 |
| | | Brankáři |                    | Rozhodčí: Alexei Ravodin Vladimír Šindler Čároví: Matjaz Hribar Jari Korteniemi |
| Alexander Barta 08:30' Michael Wolf 11:54' Alexander Barta 38:48' Michael Wolf 47:21' Marcel Muller 58:57' | Alexander Barta 08:30' Michael Wolf 11:54' Alexander Barta 38:48' Michael Wolf 47:21' Marcel Muller 58:57' |          | Marcel Kars 29:01' | Rozhodčí: Alexei Ravodin Vladimír Šindler Čároví: Matjaz Hribar Jari Korteniemi |

| 8. února 2013 16:00 | Rakousko | 6:1 (5:0, 1:0, 0:1) | Nizozemsko | Eisarena Ellental, Bietigheim-Bissingen Návštěvnost: 4 150 |  |

| Report | |          |                        |                                          |
| | | Brankáři |                        | Rozhodčí: Eduards Odins Vladimír Šindler |
| Thomas Kocht 05:39' Michael Raffl 08:15' Thomas Raffl 08:50' Daniel Oberkofler 14:27' Thomas Kocht 17:51' Matthias Tratting 32:41' | Thomas Kocht 05:39' Michael Raffl 08:15' Thomas Raffl 08:50' Daniel Oberkofler 14:27' Thomas Kocht 17:51' Matthias Tratting 32:41' |          | Mitch Bruijsten 58:08' | Rozhodčí: Eduards Odins Vladimír Šindler |

| 8. února 2013 19:30 | Itálie | 2:1(PP) (1:1, 0:0, 0:0, 1:0) | Německo | Eisarena Ellental, Bietigheim-Bissingen Návštěvnost: 4 517 |  |

| Report                                           |                                                  |          |                      |                                        |
|                                                  |                                                  | Brankáři |                      | Rozhodčí: Tom Laaksonen Alexei Ravodin |
| Robert Sirianni 10:15' Nathan di Casmirro 62:19' | Robert Sirianni 10:15' Nathan di Casmirro 62:19' |          | Jerome Flaake 13:29' | Rozhodčí: Tom Laaksonen Alexei Ravodin |

| 10. února 2013 11:45 | Nizozemsko | 1:4 (0:1, 1:2, 0:1) | Itálie | Eisarena Ellental, Bietigheim-Bissingen Návštěvnost: 4 517 |  |

| Report                |                       |          |                                                                                         |                                        |
|                       |                       | Brankáři |                                                                                         | Rozhodčí: Eduards Odins Alexei Ravodin |
| Bjorn Willemse 35:07' | Bjorn Willemse 35:07' |          | Patrick Iannone 05:16' Vincent Rocco 20:54' Robert Sirianni 21:07' Vincent Rocco 58:52' | Rozhodčí: Eduards Odins Alexei Ravodin |

| 10. února 2013 15:15 | Německo | 3:2(PP) (1:0, 0:1, 1:1, 1:0) | Rakousko | Eisarena Ellental, Bietigheim-Bissingen Návštěvnost: 4 517 |  |

| Report                                                         |                                                                |          |                                           |                                          |
|                                                                |                                                                | Brankáři |                                           | Rozhodčí: Tom Laaksonen Vladimír Šindler |
| Benedikt Kohl 18:41' Michael Wolf 46:54' Patrick Reimer 62:34' | Benedikt Kohl 18:41' Michael Wolf 46:54' Patrick Reimer 62:34' |          | Andre Lakos 31:46' Markus Peintner 52:22' | Rozhodčí: Tom Laaksonen Vladimír Šindler |

#### Skupina E
Lotyšsko jako favorit vyhrálo svoji skupinu E a postoupilo na ZOH. Ve skupině C narazí na Česko, Švédsko, Švýcarsko.
| Tým                     | Z | V | VP | PP | P | GV | GI | +/- | B |
| ----------------------- | - | - | -- | -- | - | -- | -- | --- | - |
| Lotyšsko [11.]          | 3 | 2 | 0  | 1  | 0 | 11 | 7  | 4   | 7 |
| Kazachstán [17.]        | 3 | 2 | 0  | 0  | 1 | 11 | 5  | 6   | 6 |
| Francie [14.]           | 3 | 1 | 1  | 0  | 1 | 9  | 7  | 2   | 5 |
| Velká Británie [Q, 21.] | 3 | 0 | 0  | 0  | 3 | 4  | 16 | −12 | 0 |

Všechny časy jsou místní (UTC+2).
| 7. února 2013 15:30 | Francie | 2:3 (0:2, 1:1, 1:0) | Kazachstán | Arena Riga, Riga Návštěvnost: 852 |  |

| Report                                    |                                           |          |                                                                           |                                                                             |
|                                           |                                           | Brankáři |                                                                           | Rozhodčí: Antii Boman Danny Kurmann Čároví: Maksims Bogdanovs Nicolas Fluri |
| Sacha Treille 32:17' Baptiste Amar 57:42' | Sacha Treille 32:17' Baptiste Amar 57:42' |          | Roman Starchenko 07:00' Konstantin Romanov 11:31' Talgat Zhailauov 34:40' | Rozhodčí: Antii Boman Danny Kurmann Čároví: Maksims Bogdanovs Nicolas Fluri |

| 7. února 2013 19:30 | Lotyšsko | 6:2 (2:1, 1:0, 3:1) | Velká Británie | Arena Riga, Riga Návštěvnost: 5 058 |  |

| Report | |          |                                         |                                                                             |
| | | Brankáři |                                         | Rozhodčí: Stephan Bauer Jan Hribik Čároví: Vit Lederer Alexander Sadovnikov |
| Gints Meiga 02:57' Miks Indrasis 14:43' Oskars Bartulis 29:50' Ronalds Kenins 43:24' Georgijs Pujacs 53:07' Lauris Darzins 59:42' | Gints Meiga 02:57' Miks Indrasis 14:43' Oskars Bartulis 29:50' Ronalds Kenins 43:24' Georgijs Pujacs 53:07' Lauris Darzins 59:42' |          | Robert Dowd 03:58' Craig Peacock 57:47' | Rozhodčí: Stephan Bauer Jan Hribik Čároví: Vit Lederer Alexander Sadovnikov |

| 8. února 2013 15:30 | Francie | 4:2 (1:0, 2:0, 1:2) | Velká Británie | Arena Riga, Riga Návštěvnost: 922 |  |

| Report                                                                                             | |          |                                              |                                     |
| | | Brankáři |                                              | Rozhodčí: Stephan Bauer Antti Boman |
| Lauren Meunier 09:13' Pierre Edouard Bellemare 27:19' Damien Fleury 34:48' Charles Bertrand 53:46' | Lauren Meunier 09:13' Pierre Edouard Bellemare 27:19' Damien Fleury 34:48' Charles Bertrand 53:46' |          | Craig Peacock 43:54' Robert Lachowicz 51:36' | Rozhodčí: Stephan Bauer Antti Boman |

| 8. února 2013 19:30 | Kazachstán | 2:3 (1:2, 1:0, 0:1) | Lotyšsko | Arena Riga, Riga Návštěvnost: 10 025 |  |

| Report                                      |                                             |          |                                                                 |                                    |
|                                             |                                             | Brankáři |                                                                 | Rozhodčí: Jan Hribik Danny Kurmann |
| Dmitri Upper 15:15' Roman Starchenko 33:00' | Dmitri Upper 15:15' Roman Starchenko 33:00' |          | Juris Stals 01:58' Martins Redlihs 02:37' Lauris Darzins 40:40' | Rozhodčí: Jan Hribik Danny Kurmann |

| 10. února 2013 13:00 | Velká Británie | 0:6 (0:2, 0:4, 0:0) | Kazachstán | Arena Riga, Riga Návštěvnost: 875 |  |

| Report |  |          | |                                  |
|        |  | Brankáři | | Rozhodčí: Antti Boman Jan Hribik |
|        |  |          | Roman Starchenko 00:30' Konstantin Romanov 02:10' Talgat Zhailauov 24:58' Alexei Litvinenko 28:22' Ilya Solarev 29:32' Viktor Alexandrov 37:12' | Rozhodčí: Antti Boman Jan Hribik |

| 10. února 2013 17:00 | Lotyšsko | 2:3(PP) (0:2, 1:0, 1:0, 0:1) | Francie | Arena Riga, Riga Návštěvnost: 10 190 |  |

| Report                                       |                                              |          |                                                                             |                                       |
|                                              |                                              | Brankáři |                                                                             | Rozhodčí: Stephan Bauer Danny Kurmann |
| Lauris Darzins 34:59' Martins Karsums 40:12' | Lauris Darzins 34:59' Martins Karsums 40:12' |          | Damien Fleury 02:50' Laurent Meunier 14:50' Pierre Edouard Bellemare 24:58' | Rozhodčí: Stephan Bauer Danny Kurmann |

#### Skupina F
Slovinsko se překvapivě stalo vítězem kvalifikační skupiny F a poprvé v historii si zahraje na zimních olympijských hrách. Ve skupině A narazí na Rusko, Slovensko, USA
| Tým               | Z | V | VP | PP | P | GV | GI | +/- | B |
| ----------------- | - | - | -- | -- | - | -- | -- | --- | - |
| Slovinsko [18.]   | 3 | 3 | 0  | 0  | 0 | 12 | 4  | 8   | 9 |
| Bělorusko [13.]   | 3 | 2 | 0  | 0  | 1 | 11 | 6  | 5   | 6 |
| Dánsko [12.]      | 3 | 1 | 0  | 0  | 2 | 5  | 5  | 0   | 3 |
| Ukrajina [Q, 20.] | 3 | 0 | 0  | 0  | 3 | 1  | 14 | −13 | 0 |

Všechny časy jsou místní (UTC+1).
| 7. února 2013 16:00 | Bělorusko | 2:4 (0:1, 2:1, 0:2) | Slovinsko | SE Arena, Vojens Návštěvnost: 408 |  |

| Report                                          |                                                 |          |                                                                                   |                                      |
|                                                 |                                                 | Brankáři |                                                                                   | Rozhodčí: Owe Luthcke Shane Warschaw |
| Alexander Kulakov 28:45' Andrei Stepanov 29:45' | Alexander Kulakov 28:45' Andrei Stepanov 29:45' |          | Jan Urbajs 16:30' Robert Sabolic 21:40' Tomaz Razingar 42:06' David Rodman 50:24' | Rozhodčí: Owe Luthcke Shane Warschaw |

| 7. února 2013 20:00 | Dánsko | 2:0 (1:0, 1:0, 0:0) | Ukrajina | SE Arena, Vojens Návštěvnost: 4 121 |  |

| Report                                    |  |          |  |                                            |
|                                           |  | Brankáři |  | Rozhodčí: Vladimír Baluška Daniel Stricker |
| Frederik Storm 15:15' Morten Green 25:00' |  |          |  | Rozhodčí: Vladimír Baluška Daniel Stricker |

| 8. února 2013 17:00 | Bělorusko | 6:0 (1:0, 2:0, 3:0) | Ukrajina | SE Arena, Vojens Návštěvnost: 631 |  |

| Report |  |          |  |                                           |
| |  | Brankáři |  | Rozhodčí: Vladimír Baluška Shane Warschaw |
| Andrei Filichkin 01:26' Konstantin Koltsov 29:59' Andrei Stepanov 31:33' Alexej Kaljužnyj 54:06' Artyom Senkevich 54:40' Dmitri Meleshko 56:08' |  |          |  | Rozhodčí: Vladimír Baluška Shane Warschaw |

| 8. února 2013 21:00 | Slovinsko | 2:1 (0:0, 2:1, 0:0) | Dánsko | SE Arena, Vojens Návštěvnost: 5 000 |  |

| Report                                  |                                         |          |                      |                                       |
|                                         |                                         | Brankáři |                      | Rozhodčí: Owe Luthcke Daniel Stricker |
| David Rodman 23:33' David Rodman 36:28' | David Rodman 23:33' David Rodman 36:28' |          | Nichlas Hardt 24:16' | Rozhodčí: Owe Luthcke Daniel Stricker |

| 10. února 2013 14:00 | Ukrajina | 1:6 (0:4, 0:1, 1:1) | Slovinsko | SE Arena, Vojens Návštěvnost: 545 |  |

| Report                |                       |          | |                                       |
|                       |                       | Brankáři | | Rozhodčí: Owe Luthcke Daniel Stricker |
| Artem Gnidenko 47:35' | Artem Gnidenko 47:35' |          | Robert Sabolic 03:47' David Rodman 04:29' Robert Sabolic 04:49' Rok Ticar 09:14' Jan Urbas 31:45' Ziga Jeglic 58:22' | Rozhodčí: Owe Luthcke Daniel Stricker |

| 10. února 2013 18:00 | Dánsko | 2:3 (0:0, 2:2, 0:1) | Bělorusko | SE Arena, Vojens Návštěvnost: 3 988 |  |

| Report                                       |                                              |          |                                                                            |                                           |
|                                              |                                              | Brankáři |                                                                            | Rozhodčí: Vladimír Baluška Shane Warschaw |
| Morten Poulsen 26:40' Julian Jakobsen 38:21' | Morten Poulsen 26:40' Julian Jakobsen 38:21' |          | Alexander Kitarov 25:12' Mikhail Stefanovich 28:10' Andrei Stepanov 42:17' | Rozhodčí: Vladimír Baluška Shane Warschaw |